# Małyszyn
Małyszyn – wieś w Polsce położona w województwie łódzkim, w powiecie wieluńskim, w gminie Wieluń.
W latach 1954–1958 wieś należała i była siedzibą władz gromady Małyszyn, po jej zniesieniu w gromadzie Masłowice, następnie w gromadzie Olewin. W latach 1975–1998 miejscowość administracyjnie należała do województwa sieradzkiego.
Przez miejscowość przebiega droga wojewódzka nr 481.

## Historia
Pierwsza wzmianka pochodzi z 1389 r. (Stefan Gęsipior „de Maliszyno”), późniejsze mówią o wsi Malischyno (1419) i Malyschin (1552). Wymieniani są również późniejsi właściciele wsi: Niemierza Rubikon (1448) i Mikołaj Maliski z Raczyna (1450). W rękach członków rodziny Maliskich wieś pozostawała przez następne lata – właścicielami byli Piotr (1507) i Jan (1552), ponadto w 1497 r. wymieniany jest Bartosz z Małyszyna. W 1522 r. część wsi należała do dwóch przedstawicieli rodziny Masłowskich. Wieś należała w 1520 r. do parafii Ruda, posiadała wówczas dwa folwarki, z których jeden przekształcił się zapewne później w wieś Małyszynek. W 1886 r. Małyszyn liczył 13 domów i 103 mieszkańców. Wieś poważnie zniszczona we wrześniu 1939 r.

## Zabytki
W ewidencji konserwatorskiej gminy znajdują się następujące domy:
- drewniane
  - Małyszyn 12 – koniec XIX w., przeniesiony w 1925 r.
  - Małyszyn 15 – 1929 r.
- murowane
  - Małyszyn 18 – ok. 1930 r.
  - Małyszyn 24 – 1929 r.
  - Małyszyn 25 – 1929 r., okna 1985 r.